# John Terra
Pour les articles homonymes, voir Terra.
John Terra, pseudonyme de Johnny Henri Terwingen, né à Mechelen-aan-de-Maas (Belgique) le 21 juin 1951, est un chanteur de charme belge d'expression flamande.

## Biographie
John Terra a remporté plusieurs succès, puis a travaillé comme producteur pour plusieurs artistes belges renommés.